# Region Hadjer-Lamis
Region Hadjer-Lamis (arab. حجر لميس) - jeden z 22 regionów administracyjnych Czadu, znajdujący się w południowo-zachodniej części kraju. Graniczy z regionami: Lac, Kanem, Barh El Gazel, Batha, Guéra, Moyen-Chari, Tandjilé, Mayo-Kebbi Est oraz obszarem miejskim Ndżameny (Ville de Ndjamena).

## Departamenty
| Departament    | Stolica   | Podprefektury                   |
| -------------- | --------- | ------------------------------- |
| Dababa         | Bokoro    | Bokoro, Gama, Moïto             |
| Dagana         | Massakory | Karal, Massakory, Tourba        |
| Haraze Al Biar | Massaguet | Mani, Massaguet, N'Djamena Fara |

## Historia
Do 1999 r. większość ziem regionu wchodziła w skład prefektury Chari-Baguirmi, zajmując jej północną część. W wyniku reformy administracyjnej w 1999 r. wydzielono podprefektury Bokoro i Massakory oraz dołączono do nich północną część podprefektury Ndżameny.
W latach 2002–2008 region Hadjer-Lamis był jednym z 18 regionów Republiki Czadu.